# 恆大債務危機

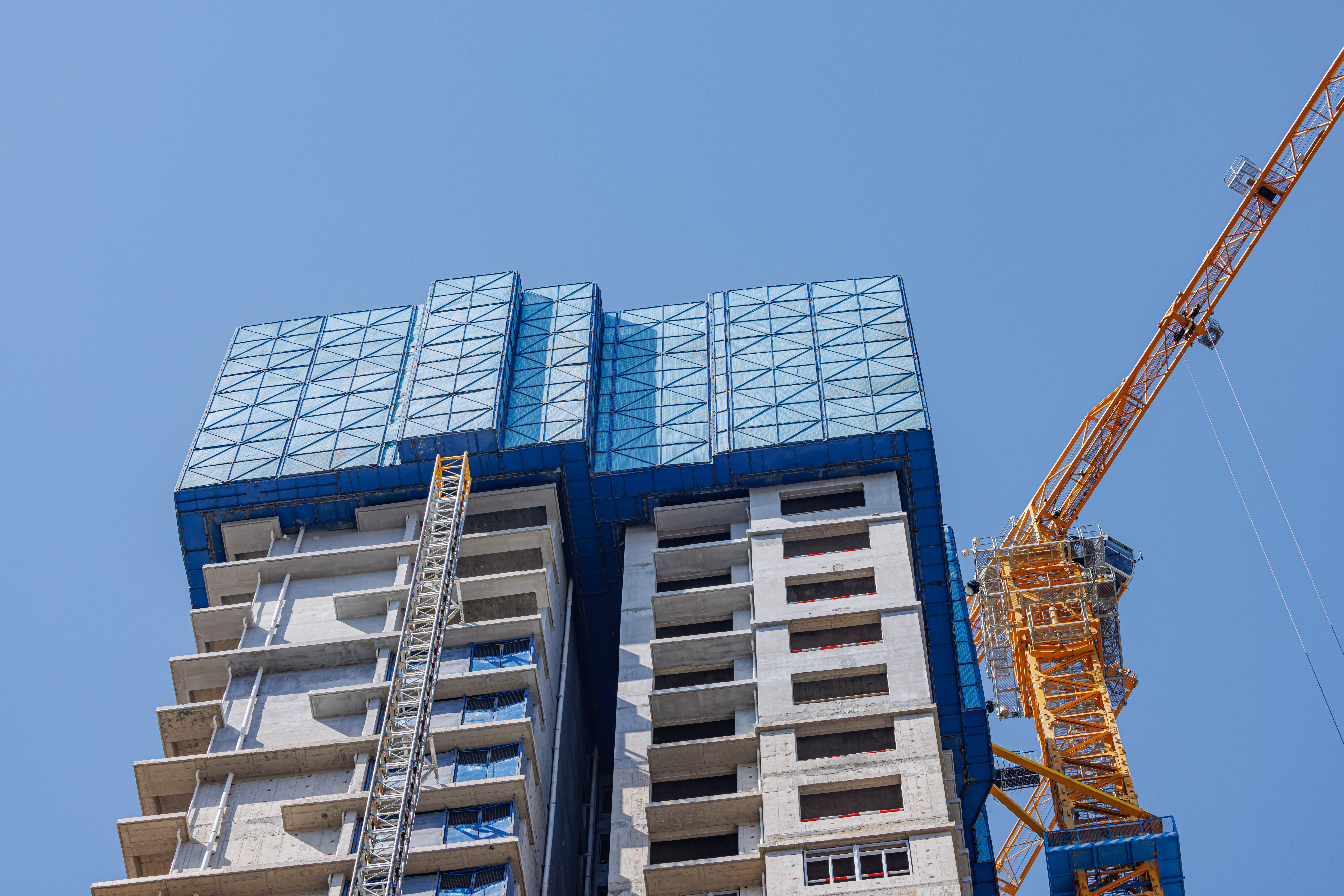
2022年，恒大集团在深圳市仍然施工中的房地产项目

恒大债务危机，又称恒大危机，中国大陆官方称恒大集团风险事件、恒大问题、恒大事件等，是中国恒大集团及关联公司因债务问题引发的流动性问题，最终恒大因流动资金不足以偿还债务而违约，目前在债务重组中。事起2020年恒大地产借壳深深房上市失败，恒大首次出现资金链断裂风险，恒大虽然在9月成功平息这一事件，但财务状况一直没有获得改善。2020年11月恒大商票首次逾期，随后商票逾期潮愈演愈烈，至2021年6月首次承认，市场反应强烈。2021年9月恒大财富暴雷后，恒大债务问题成为市场焦点，恒大下半年共计6.69亿美元债务相继到期，恒大连续两次在最后一刻避免违约，直到2021年12月3日宣布无法履行债务责任。事发后政府和监管机构迅速跟进，12月6日成立风险化解委员会组织重组，引发了中国历史上最大的债务重组案，媒体统计起债务规模高达人民币1.97万亿且另有大量隐性负债。恒大危机加剧了房地产市场动荡，在恒大之后佳兆业、融创、富力等知名房企相继出现债务问题，房地产业危机也间接冲击上下游产业链和金融市场。房企危机产生大量房地产项目延期，相关业主也于2022年开始出现停贷潮，进一步影响金融和社会稳定。
根据恒大集团公布的2021年年报、2022年半年报以及2022年年报，截至2022年12月31日，恒大集团总负债高达24374.1亿元人民币，创下了中国企业最高亏损纪录。集团于2023年8月向美国曼哈顿破产法院申请破产保护，又曾计划于9月下旬举行债务重组计划表决会议，但没有如期举行。香港高等法院于10月底最后一次将恒大破产聆讯押后至12月4日进行，要求恒大在此之前与债权人达成重组协议，但之后又应恒大，将聆讯推迟到2024年1月。与此同时，中国当局于9月初对恒大集团创办人许家印等公司核心人员采取强制措施。2024年1月29日，香港高等法院下令中国恒大集团即时清盘。2025年8月，经过长达18个月的停牌，恒大集团正式从港股退市。

## 背景

### 「三条红线」与破产违约潮
1998年中国政府取消福利分房、进行住房市场化改革后，房地产成为了拉动中国经济发展的引擎；房地产市场的发展不仅带来经济增长和财政收入增加，还导致房价高企与天量库存并存、经济脱实向虚、强拆现象屡见不鲜等社会经济问题，其中更隐含金融系统性风险——正如中国人民银行行长周小川和银保监会主席郭树清所警告，房地产市场风险是中国经济最大的“灰犀牛”，房地产行业危机将导致中国的明斯基时刻。2016年12月，中共中央总书记习近平在中央经济工作会议上提出“房住不炒”，逐步限制房地产投机行为，大量中国房地产企业因为政策限制陷入流动性危机乃至于倒闭，企业融资环境更进一步恶化。2019年中小房企破产明显增多，超过450家房企倒闭；根据中房网统计，2020年共计有408家房企面临破产，广东省首当其冲共有94家房地产企业发布破产相关法律文件，中小房企以外诸如新华联、泰禾集团、天房集团等上市房企都出现了不同程度的债务违约。
2020年8月20日，住建部和央行在北京召开重点房地产企业座谈会，约谈恒大在内的12家房地产企业，提出将在2021年1月1日实施“三条红线”以限制高负债扩张。所谓"三条红线"，即房企剔除预收款后的资产负债率不得大于70%；房企的净负债率不得大于100%；房企的“现金短债比”小于1。据《北京商报》统计，当时沪深港上市的133家房地产企业中有七成违反该规定，其中包括恒大在内有19家企业同时踩中三条红线，受到最严格的融资限制，不得新增有息贷款。面对监管要求，各家房地产企业也有着不同的应对之道，譬如恒大通过降价销售回笼房款，富力通过出售自身资产套现，京汉股份则通过出售股权寻求全面转型，招商蛇口和阳光城都通过引入战略投资提高现金流，15家企业通过分拆子公司上市融资。然而根据《时代周刊》2020年的统计，中国房地产企业在2019-2021三年内需要偿还逾15万亿巨款，并且在2018年国内信贷缩紧后大肆以高额回报为筹码发行海外债务，巨大的偿还压力迫使企业借新还旧增加融资以应对。2021年2月华夏幸福5.3亿美元债违约，成为了“三条红线新规后第一个倒下的房企”。

### 恒大强势扩张与债务困难
1996年许家印在广东省省会广州创立恒大，恒大成立之初凭借“小面积、低总价、快速回笼资金”的经营策略，在广州市迅速崛起并于1999年跻身当年广州市十大本土房企之一，2009年在香港上市。恒大从2006年开始布局广东以外的二线省会城市，2010-2013年开始在三线城市中扩张，2013-2016年开始进军各大一线城市，2016年恒大在中国房地产协会主持的“中国房地产开发企业500强”占据首位，并且首次跻身世界500强，创下全球地产业民营企业的最快上榜记录——同年恒大高调宣布进行多元化转型，公司名称由“恒大地产集团”改为“中国恒大集团”。同年恒大参与宝万之争，参与万科老板王石与宝能之间的恶意收购，最终以70亿亏损黯然离场。恒大除了早已成名的广州恒大足球队，还斥重金发展旅游、文化、健康等行业，恒大健康在香港上市，恒大旅游在海南海花岛投入1600亿人民币，恒大文化更是号称“中国综合性文化产业第一股”，此外还投资恒大冰泉等消费品，在新能源汽车领域更是大举收购国内外企业。
恒大开始多元化转型的2016年，正直货币化棚改，大量居民获得大笔拆迁款用以买房，房地产市场欣欣向荣。恒大在转型之余，也将其地产业务从二三线城市逐步转至一线城市发展，不仅拿地动作频繁，还接盘了许多准备退出中国大陆市场的港资项目——这种疯狂圈地的行为毋庸置疑加大了恒大的债务压力，早在2015年恒大就已经是中国大陆负债率最高的房企，恒大必须不断迅速通过销售、发债等手段回笼资金以维持现金流，恒大也成为2016年第一家在全国范围内开展降价降库存活动的企业。恒大在金融领域的布局也风波不断，恒大金服上线不久就遇到P2P爆雷潮，虽然恒大副总裁刘永灼保证其募集资金不会用于恒大自身项目，媒体还是曝光其自担保、自融的不法行为，刚刚上线的理财产品不得不集体下架，更有媒体在2016年4月26日发现其违规为恒大工程承包企业苏中建设发布借款信息。然而高负债、高周转的模式并没有获得投资者完全认可，2015年5月标普将恒大的长期企业信用评级从“B+”下调至“B-”，展望为负面，同时大中华区评价则由“cnBB-”下调至“cnB-”。不過中国国内三家最大信用评级机构中诚信证评、大公国际、联合评级都给予恒大主体最高信用等级AAA，评级展望为稳定。恒大在此背景下收购盛京银行股权，并在2018年成为该行第一大股东，2019年因该行一级资本充足率逼近监管红线，恒大还在年底向其输血180亿。

## 過程

### 深深房重组上市风波
| 指标                      | 2020年年报 | 2020年中报 | 2021年年报 | 2021年中报 | 监管要求 |
| ------------------------- | ---------- | ---------- | ---------- | ---------- | -------- |
| 剔除预收账款后 资产负债率 | 83%        | 82%        | 81%        | 76.7%      | ≤70%     |
| 净负债率                  | 159%       | 183%       | 152.9%     | 99.8%      | ≤100%    |
| 现金短债比                | 0.78       | 0.54       | 0.47       | 0.67       | ≥1       |

2016年9月13日A股上市公司深深房停牌，停牌时A股市值99.6亿人民币，B股6.86亿港元，9月29日夜深深房宣布确认公司正在筹划重大资产重组；10月3日恒大在港交所公告，恒大集团名下的恒大地产计划通过深深房借壳上市，作为深深房的控股股东，深圳国资同意恒大在正式协议签署之前引入300亿战略投资；恒大于公告当天下午停牌，次日复牌。在公告仅仅半个月后，据澎湃新闻报道恒大已在当月20日完成投资者路演，恒大地产将从恒大港股剥离，估值下调为2280亿元，预计最快于2017年4月28日完成上市；恒大还承诺如果未能在预定时间完成上市，将按初始投资成本回购战投或给予一定补偿——2017年1月，恒大引入第一批战略投资者，中信聚恒、广田投资、华建、中融鼎兴、山东高速集团、睿灿投资、深圳美投、广东唯美总计8家投资者将持有恒大地产13.16%股权，投后恒大地产估值略超竞争对手万科，恒大公告称战略投资将使恒大的净负债率由92.97%下降至大约65%；6月，恒大地产再度引入13家战略投资者，总计投资395亿；11月恒大引入了苏宁等6家战略投资者，投资额达到600亿；3轮战投后战投分得恒大36.54%权益，恒大地产估值提升到4252.3亿元；恒大集团总裁则在2017年称恒大将在第三轮战投结束后开启上市。恒大还在2016年成为A股上市公司廊坊发展和嘉凯城的最大股东，并曾经公告不排除资产重组可能，业内猜测恒大或打算通过收集壳公司将名下健康、金融等业务分拆上市，也有消息称恒大之所以选择借壳深深房是与深圳政府私下达成协议退出“宝万之争”以换取其协助上市。2017年8月1日，恒大集团总部正式迁入深圳。
2020年8月20日，政府约谈恒大等12家房企，提出“三条红线”的监管要求，要求参会企业在9月前提出减债方案。恒大在减债之前还需要解决悬而未决的借壳上市问题：在2020年初，恒大集团公告称，通过与第一轮和第二轮战略投资者友好协商，恒大上市对赌协议的期限由“2020年1月31日前”延迟至“2021年1月31日前”，而根据雪球消息作为第三轮战略投资者的苏宁在9月18日的投资者会议上以恒大地产未能如期上市为由要求恒大回购战投——9月24日《恒大集团有限公司关于恳请支持重大资产重组项目的情况报告》的文件截图不胫而走，文件疑似恒大于8月24日送阅广东省政府，强调恒大将需要回购1300亿战略投资，势必导致资金链断裂，引发一系列系统性风险——舆论认为此举无异于逼宫政府——无独有偶，同日标普也以同一理由下调恒大评价，称即便只有一半投资人要求赎回战投，恒大剩余流动资金也只能覆盖80%的流动资金需求。相关报告在发布后很快在中国大陆互联网下架，恒大的24日夜发布公告否认文件真实性，然而并没有打消业内疑虑，文件中指认的关联企业也没有为恒大站台。市场反应强烈，24日收盘恒大港股大跌5.58%，25日更是暴跌9.46%，上交所恒大公司债则是瞬间超跌20%导致熔断，带动整个地产行业股债走低。25日晚间，恒大再次发布公告，宣布旗下物业获准在港交所上市、恒大汽车也拟申请科创板上市，随后摩根大通、德银等投行为其背书。28日周一一早香港中譽集團公告收购恒大1000万美元的票据，中国恒大和恒大汽车双双涨逾20%，连带债券大幅上涨。9月29日恒大宣布恒大地产1300亿战投中已经有863亿同意转为长期持有，另有155亿谈妥准备签约，剩下了达成协议也是大概率事件。
彭博社报道，风波引起国务院副总理刘鹤等政府高层的重视，一些政府部门开始考虑国企注资、批准科创板上市等方案以限制风险，另有报道显示出借恒大最多的四家银行——民生银行、中国农业银行、中国工商银行、浙商银行都在恒大股价波动后停止向恒大发放新的贷款，并通过各种手段减小对恒大的风险敞口，恒大为了缓解资金压力只得降价賣房并出售子公司广汇集团乃至于贱卖自身股权，这导致了恒大股价的进一步下跌。2020年11月8日，深深房和恒大共同宣布终止重大资产重组：深深房次日复牌，将近7万股东得以解套；恒大则披露1300亿战投中除了50亿涉及股东自身资产重组外，已经支付20亿给离场股东，剩下的股东将保持长期持有，暂时避免了债务危机。

### 商票逾期与金融丑闻
商票，即商业承兑汇票，一般是企业赊账采购后约定具体日期延期支付的一种汇票。恒大从2014年就开始在其供应链推广商票支付，到2016年以后就几乎全部以商票支付，供应商为与恒大这样的大客户合作大多选择接受。由于商票只计入应付账款而不计入“三道红线”指标中的有息负债指标，所以在“三条红线”出台以后成为房企粉饰财务报表，变相进行融资的一种工具，根据华西证券统计2019年末61家样本房企中恒大商票额度超越其余企业总和，达到1650亿人民币，并且其规模仍保持高速增长。恒大在2016年取得金融牌照后更是大力加码以商票为中心的所谓“供应链金融”，2018年成为第五个发行供应链ABS的全国性房企，其业务辐射恒大产业上下游的建筑、材料、家居、园林、广告等多个行业。
恒大2020年发行的商票一级市场收益率一般在5%、二级市场贴现率则在12-15%，即如果需要立即兑换成现金则必须向二级市场的中介支付票面价值的12-15%，因此持票人若非不得已不会提前贴现。恒大以外大多数房企的收益率也都在10%以上，地产商票的高额收益率催生了二级市场的繁荣，票贩子通过拉高收益率以换取更高的贴现额，而商票收益率挂钩企业信用，这也间接破坏了企业的信用，因此也有企业拒绝兑付转手过的商票。2020年年底，市场传言阳光城“商票成批拒付”，阳光城在2021年1月4日回应称涉案拒付，同样拒付商票的实地地产也在5月7日发布声明称收款人涉嫌欺诈，中梁地产也在5月10日报警称收款方山东国茂伪造商票，这些举报非但没有平息市场情绪，反而引发更大的反弹。根据财新2021年的调查，恒大半年期商票的年化收益率一般在15%—16%，但从2017年开始恒大开始大规模发行一年期商票，其年化收益率也攀升至20%乃至30%，而恒大2020年年报显示恒大商票尚有2052.66亿元未结。
2020年11月，恒大商票首次出现逾期，2021年初恒大商票相关传言不断，据恒大供应商描述，恒大自4月开始出现拖延支付的情况，后来则要到供应商在社交媒体求助后才会有人处理，随着恒大财务进一步恶化再无人处理；与此同时恒大的拒付引起链式反应，许多供应商既要当原告也要当被告，其中的追索关系错综复杂，部分企业可能需要同时参与20多起诉讼，许多中小企业或因资产冻结停业，或因资金链断裂破产，整个产业链都岌岌可危。伴随着商票风波的还有恒大与盛京银行之间的金融丑闻。5月13日上海银保监局因“因向关系人发放信用贷款、发放流动资金贷款变相用于股权投资、违规向“四证”不全的房地产项目发放贷款、发放并购贷款变相用于拍地保证金，以及在办理银行承兑汇票业务和发放固定资产贷款业务中严重违反审慎经营规则”等问题处罚盛京银行551.86万元，随后5月27日财新报道监管部门正在调查恒大与盛京银行之间的关联交易，涉案金额达人民币1000亿以上。恒大在2021年6月7日下午首度承认了“个别项目公司存在极少量商票未及时兑付”，并且否认了与盛京银行之间存在违规行为，公司股价涨幅当日由早盘的-5%拉升至3%。
随着更多关联企业发布年中报，恒大商票大面积逾期也得到证实——6月29日恒大当天宣布有息负债从去年最高的8700亿降至5700亿，同日曾9次被恒大评为“优秀供应商”的三棵树复函中国证监会称恒大5137.06万元商票逾期，随后上市公司易居、金螳螂分别于8月25日、8月30日公告逾期问题。与此同时，恒大治理下的盛京银行营收和利润都出现大幅降低，据2020年财报不良贷款同比增长122.75%，而《财经》报道盛京银行最大非同业单一客户风险暴露金额在2020年末达到1552.32亿元，投资者怀疑盛京银行可能有更多资金流入恒大。此外，根据财新后续披露恒大也利用中信银行进行类似的表外融资，盛京银行非执行董事朱加麟也是恒大人寿董事长、前中信银行副行长，在2019年原常务副行长孙德顺、2018年底原行助及深圳分行负责人陈许英被查之前，中信银行通过与恒大的资产管理计划获得了同样上千万的风险敞口，相关基金一只就有人民币400多亿，财表数据却只显示不过200亿的表内债务。
恒大等大型房企商票大规模逾期、拒付震动了整个金融界与房产市场，商票流动性一落千丈，收益率飙升至36%，实际交易价格甚至只有票面价格的10-20%——这也拖累了房企以外市场的商票发行，贴现利率大幅上升，只有少数国企不受影响。6月22日，惠譽國際將恒大集團的長期外幣發行人違約評級由「B+」下調至「B」，評級展望為「負面」，并称评级调整是鉴于恒大巨大的减债压力，随后还警告流动性问题。

### 财务恶化与财富暴雷

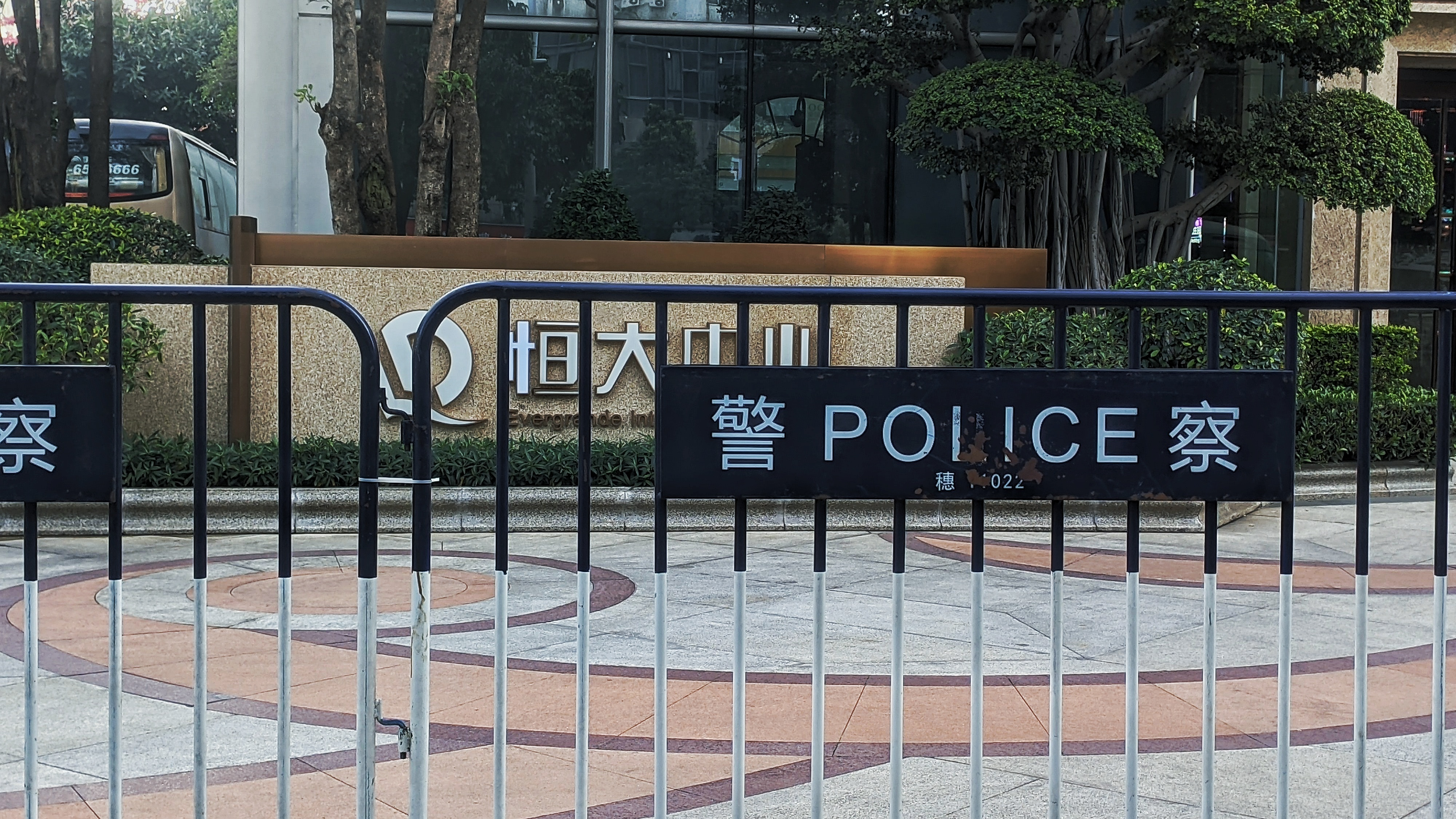
被警察围栏保护的恒大广州总部

恒大的财务在债务危机之初获得了实控人许家印好友圈「鋤Dee會」支持，7月26日《明報》報導「鋤Dee會」成員持有的上市公司在6月和7月分別買入中國恒大發行的債券和票據，包括中譽集團和泛海國際。根据香港媒体统计，随着恒大系股债全面大跌，所有投资者都损失惨重，2021年1月参加恒大汽车34亿港元定向增发的投资者在禁售期内资产缩水70%，恒大物业2020年11月发行时股价已经低于推介价格，而「鋤Dee會」损失更为惨重：恒大在2021年削减股息并取消特别分红，导致华人置业持有恒大股票账面浮亏逾40亿港元，股价跌至2004年以来低点；中策集团持有1.336亿股恒大汽车股权，市值已经缩水到8.68港元，且年内出售恒大债券亏损470万美元；中渝置地则在财报披露，其在恒大汽车的持仓仍占公司资产的5%以上。
尽管资产价格一路走低，恒大仍在不断寻找买家以求自救：7月23日沈阳市政府调研盛京银行时表示将指示国有企业逐步增持恒大控制的盛京银行股份；恒大分别在6月20日、8月2日分别出售旗下恒腾网络股份，套现44.33亿和32.5亿港元港元，其中腾讯接盘7%的股权；6月21日恒大向华建控股出售嘉凯城29.9%股份，套现人民币27.62亿元；7月31日恒大向万科出售深圳高新投全部7.08%股权；8月9日市场传言政府协调万科在内的国企接盘恒大资产，8月11日香港01報導中國恒大計劃將恒大物業出售予以萬科牽頭的企業，然但翌日財聯社報導萬科、碧桂園因价格问题退出收購。虽然许家印在9月还在强调恒大在各地的土地储备不能出售，但恒大从6月初开始兜售各地项目，却鲜有买家接盘，这其中不仅有价格因素，更多还有股权质押、名股实债、小股大债、拖欠合作方款项等复杂的债务问题。
恒大同样官司缠身，过去通过提高应付账款来降低负债率，但随着债务危机爆发，大量供应商和承包商开始采取法律手段追索商票兑付权，总金额或逾1000亿美元。2021年7月13日，广发银行宜兴支行因担忧恒大难以支付其人民币1.3亿元款项，向法院提起诉讼请求资产保全并获得批准，恒大则回应称广发银行滥用诉讼前保全程序，市场则更加担忧广发银行的举动会导致更多银行从恒大抽贷，恒大债务问题会更加危险，同时湖南邵阳政府也以恒大挪用资金、逃避监管为由暂停恒大项目的销售许可，消息曝光后7月19日恒大股债双杀，港股市值日内蒸发694.32亿港元，债券则跌逾10%。虽然湖南地方政府和广发银行都在几天内撤回了相关要求，恒大也在22日发布声明称事件得到妥善解决，但更多债权人开始怀疑恒大的财务状况，7月21日汇丰、渣打以及东亚银行都传出暂停恒大在香港的新增住房按揭发放。除了已经公告商票逾期的三棵树等，上市企业浙江利欧股份和垒知集团都已经公告要起诉恒大追索商品兑付权，更多中小供应商和承包商加入其中，恒大的逾期对于其中很多企业都是生死攸关。8月6日財新網報導，中華人民共和國最高法院要求所有涉及中國恒大的案件須移交由廣州市中級人民法院集中管轄，恒大暂时避免资产因诉讼案被债权人瓜分。
在如此背景下，恒大的高层动向也同样引起市场关注。8月17日，恒大地產董事長從集團董事局主席許家印改為趙長龍，集團總經理及法人亦從柯鵬變為趙長龍。尽管许家印仍是中国恒大集团董事局主席、恒大地产集团实际控制人，并未退出恒大经营，但市场还是反应剧烈，同日晚间中国恒大董事局副主席夏海钧通过出售中国恒大和恒大汽车股权套现1.15亿港元。8月19日，中国人民银行、银保监会相关部门负责人约谈恒大集团高管，特别强调恒大“积极化解债务风险，维护房地产市场和金融稳定”“不传播并及时澄清不实信息”。10月16日，市场传言恒大集团总裁夏海钧正在香港与投行和债权人沟通重组事宜，然而由于恒大债务很多是由子公司私下发行，因此在债务厘清之前谈判还存在困难。
9月8日，据财新报道，恒大旗下资产管理公司恒大财富“超收宝”产品宣布宣布延期兑付本金，10日恒大財富理财产品已暫停部分兌付，同日許家印召開「恒大財富專題會」允诺“一分钱都不能少”。另据财新调查，恒大财富涉嫌即利用与自身有关联的企业为自己提供融资，合计金额可能高达人民币400亿元，恒大财富募集的资金大多投入恒大各地的房产项目，恒大或为“保交楼”放弃兑付，受害者多为恒大各地高管、绝大多数员工和各地供应商，很多人是在集团考核压力下自己或者劝说他人购买这类产品，而且此前2019年5月和11月两期“超收宝”到期后恒大曾说服部分人以季度分红为补偿延期支付，但只有少数恒大高层才能真正兑付本金，例如恒大財富執行董事兼總經理杜亮辩称5月31日因“家中有急事”提前贖回。媒体曝光还有6名高管提前赎回恒大财富，恆大集团隨後责令6名管理人员提前赎回的款项必须限期返还。。9月14日恒大承认财务恶化，自2021年6月起销售业绩不断萎缩且未来无好转，同时确认旗下子公司未能履行为第三方发行理财产品提供总额达人民币9.34亿的担保义务，否认公司将破产重组，承认“公司目前确实遇到了前所未有的困难，但公司坚决履行企业主体责任，全力以赴复工复产，保交楼，想尽一切办法恢复正常经营，全力保障客户的合法权益”。
9月8日后，恒大讨债事件骤然升级，包括深圳、广州、西安、济南、成都、南昌等在内多地出现围困恒大高管的事件，9月12日晚开始受害者开始包围恒大深圳总部要求赎回理财产品，同时恒大珠三角公司数百名员工集体到深圳南山派出所要求警方7日内对恒大财富立案调查，9月13日凌晨恒大財富執行董事兼總經理杜亮宣读新兑付方案，提供現金分期兌付、實物資產兌付、沖抵購房尾款兌付三種方式供投資者選擇，部分投资者因担忧期房烂尾而拒绝接受方案，也有人无奈接受，最终恒大总部保安组成人墙驱散了人群和记者，中国官方媒体对此保持沉默且相关社交媒体消息受到审查。与此同时，恒大的上下游8441家合作企业都受到不同程度的冲击，与恒大深度合作的建筑商江苏南通三建累计200亿工程款未结，然而恒大拖欠债务导致其参与的所有项目停摆，另一家承包商苏中建设也曾以停工威胁恒大还款，连带影响已经支付预付款的204万业主，然而即便有政府协助，恒大的交楼面积在2021年相比2020年上半年减少8.5%，停工潮仍在不断蔓延。据路透社报道，深圳金融监管机构9月28日告知投资者深圳市政府已经在调查恒大财富。
恒大的评级随着财务不断恶化一降再降。8月初，標準普爾將恒大系中國恒大、恒大地產及和天基控股的信用評級由「B-」下調兩級至「CCC」及展望負面，屬於標準普爾的「垃圾債券」評級，只比正式債務違約高四級。9月8日，多家評級機構調低中國恒大的信用評級：穆迪將信用評級由「Caa1」下調至「Ca」，惠譽將中國恒大的信用評級由「CCC+」下調至「CC」。9月15日，標普再次下調恒大集團信貸評級，由「CCC」下調至「CC」，並指流動性和融資渠道嚴重萎縮。同日，中誠信國際將恒大地產的信用等級由「AA」調降至「A」。

### 正式债务违约
| 到期时间 | 实付时间     | 币种   | 支付金额 | 剩余金额 | 到期年份 |
| -------- | ------------ | ------ | -------- | -------- | -------- |
| 9月23日  | 场外方式解决 | 人民币 | 2.32亿   | 40亿     | 2025年   |
| 9月23日  | 10月22日     | 美元   | 0.83亿   | 20.3亿   | 2022年   |
| 9月29日  | 10月28日     | 美元   | 0.47亿   | 10亿     | 2024年   |
| 10月12日 | 11月11日     | 美元   | 0.69亿   | 14.5亿   | 2022年   |
| 10月12日 | 11月11日     | 美元   | 0.43亿   | 8.5亿    | 2023年   |
| 10月12日 | 11月11日     | 美元   | 0.37亿   | 7.0亿    | 2024年   |
| 10月19日 | 10月19日     | 人民币 | 1.22亿   | 21.0亿   | 2025年   |
| 11月6日  | 限制性违约   | 美元   | 0.42亿   | 6.5亿    | 2022年   |
| 11月6日  | 限制性违约   | 美元   | 0.41亿   | 5.9亿    | 2023年   |
| 12月28日 | 债务重组中   | 美元   | 0.5亿    | 13.4亿   | 2023年   |
| 12月28日 | 债务重组中   | 美元   | 2.05亿   | 46.8亿   | 2025年   |

虽然恒大的商票、理财产品已经停止兑付，全国各地的项目工地几乎全部停摆，但恒大仍努力偿还债券，避免公开市场违约。恒大在2021年下半年一共有债券本息6.69亿美元到期，其中绝大多数为美元债。9月20日恒大至少有两笔银行贷款利息逾期，此前9月8日就有媒体预告，且彭博社也报道中国住建部已提前告知银行，因此逾期并未超出市场预期。
9月23日恒大8,350万美元的美元债利息到期，该笔贷款由花旗子公司承销，2022年3月到期，投资者包括贝克莱、瑞银等国际投行，同时还有2.32亿的人民币债务利息到期。恒大在22日公告次日到期的债券已经通过“场外方式协商解决”，然而恒大并没有透露交易细节，因此彭博社分析投资者和恒大或陷僵局——投资者暂时等待重新谈判或政府推动债务重组。同日到期的美元债券并没有如约支付，而是触发了30天的宽限期，虽然境外投资者获得了中国央行的保证，但恒大在宽限期内优先支付10月19日到期的人民币债券，直到宽限期最后一日才支付美元债利息，勉强避免违约。10月4日，恒大系全部企业突然无理由宣布在港交所停牌，业内分析或关昨日到期的2.6亿美元债券担保，如果债券交易失败或将导致相关债券交叉违约风险，而政府也在敦促相关企业购买恒大资产。与此同时，恒大又在10月12日触发了3笔美元债的宽限期，三笔债务一共需要支付利息1.48亿美元，而恒大同样拖到宽限期的最后一天11月10日（星期三）才支付，然而据路透社报道截止周三收盘仍有投资者没有收到应付利息。
11月6日，恒大第三次触发宽限期，然而恒大没能坚持到最后一刻。12月3日晚8时，恒大宣布无法履行此前未披露的2.6亿美元债务的担保责任。消息发布后9时，广东省政府立即约谈了恒大集团实控人许家印，宣布应恒大地产集团有限公司请求，广东省政府同意向恒大地产集团有限公司派出工作组。随后中国人民银行、证监会、银保监会、住房和城乡建设部当日夜作出回应，均将恒大危机归咎于期经营不善、盲目扩张，将会支持广东省政府在恒大开展工作，恒大危机对房地产市场和金融市场影响有限。根据《财经》杂志披露，该笔2.6亿债务担保系境外发行的私募债，根据境外发行惯例这笔债务可能存在为保护到期时间靠后的贷款而设立加速到期的条款，即若恒大出现债务违约该笔债务可视作立即到期，一般债权人人会立即要求恒大兑付，退而求其次会要求追加担保，然而恒大认为债权人主张不合理因此拒绝，也有分析指出若恒大接受2.6亿美元兑付将导致更大规模的交叉违约。
12月6日，中国恒大发布公告，称考虑到集团面临经营上和财务上的挑战，董事会决议设立风险化解委员会。委員會主席分別由許家印及粵海控股集團有限公司副總經理劉志鴻擔任委員會聯席主席，風險化解委員委員會成員包括部分的恒大高層，還包括中國信达、粵海控股、越秀集團、國信證券股份有限公司、北京中倫律師事務所的代表。同日，恒大第三批触发宽限期的债券到期，这一次恒大并没有任何回应，在被当局接管后恒大股债加速下跌，恒大的债权人也没有在收盘前获得任何支付款项。恒大的违约并没有获得官方确认，有经济学家认为中国政府避免恒大正式违约以更低代价重组恒大，恒大不太可能在重组过程中支付利息，但9日惠誉宣布恒大已经达成限制性违约。17日，标普也发表声明指恒大已经达成选择性违约，恒大在下调评级后已要求撤销评级。
截至2023年4月底，恒大地产承認未清偿的到期债务仍有近2725亿人民币。

## 债务重组

### 财务分析
2021年恒大债务分布
早在2020年9月恒大流出《恒大集团有限公司关于恳请支持重大资产重组项目的情况报告》，根据报告恒大有息负债合计8355亿元，银行贷款仅占27.7%，最多的是非银金融机构融资，可以占到44.1%，其余均为境外发行债券，经济观察报在2021年9月通过内部人士证实这份报告。同时期恒大年报显示，恒大有息负债从2020年3月的8743亿元降到2021年3月的6740亿元，并在2021年6月底到降至5717.8亿元，但显然恒大负债远不止5000多亿这么简单，大量负债都是以「应付账款」等形式存在。据恒大财报数据，2021年6月恒大还有第三方应付贸易账款有6669亿元、其他应付款2360.5亿元、应交税费2056.6亿元以及2157.9亿元预收账款，媒体统计其显性债务可能达到了1.9665万亿元人民币（合3,000多亿美元），相当于中国GDP的2%。相关人士也证实恒大这些款项不仅涵盖了恒大拖欠供应商的工程款，还包括很多需要支付给政府的土地出让金、土地增值税等费用，早已暴雷的商票则在应付款中占很大比例，据2020年统计总额已逾2000亿人民币。
在财报之外恒大还存在大量隐性债务，具体到项目层面更是连恒大自身也无法统计，因此外界尚无具体的统计金额。根据9月份恒大财富总经理杜亮的透露，恒大财富的总金额大概在400亿，也有来源说明恒大财富的放款总额已经达到589.95亿元，尚不清楚这笔负债是否已经列入财务报表。此外恒大还通过地产、物业、汽车及房车宝等业务平台的股权进行融资，2020年恒大物业获得战略投资和IPO融资376亿港元、恒大汽车IPO也有获得40亿港元，自2017年至2021年9月恒大共通过股权融资1867亿元。恒大的战略投资也是一笔不小的负担，恒大为吸引投资者不仅有年化高达30%乃至200%的收益率，并且有回购机制和最低回报保底，如果触发保底则需要集团输血，自2017年开始少数股东权益长期大于归母公司权益，即便到了风雨飘摇的2021年6月少数股东权益占比还是过半。
根据恒大内部透露，德勤在2021年下半年曾对恒大财务进行评估，认为恒大并未达到资不抵债的地步，然而广东省政府显然颇有疑虑，于12月12日口头下发通知要求恒大停止资产抛售，指派中金梳理恒大财务，路透社指恒大资产状况较债务问题更为复杂，可流动资金极为有限，以往政府重组企业的方案可能并不适用。恒大2021年6月30日公布的年中财报显示，恒大净负债率达99.8%，业内一般认为房企正常的负债率应该在60%-70%，其中年内到期流动负债达到2400.49亿元，而恒大的银行余额仅1616.27亿元（包括784.55亿元受限制资金）。然而恒大资产质量不容乐观，收益可能难以覆盖利息支出，恒大资产ROE仅5.2%而借款平均年利率高居9.02%，2020年利润率仅仅1.59%，不到万科的1/6。根据恒大历年财报，可以看出恒大在2017年就已经陷入债务危机，其现金头寸已经不足以覆盖当年应付债务本息，乃至2020年恒大年内债务本息合计3355亿元，现金总额不过1807亿元，流动资金仅可覆盖年内到期债务的54%。根据后续披露许家印在恒大内部会议的发言，恒大在2016年至2021年上半年五年半时间里合计支出5.01万亿，其中有52%用于偿还本息，高额的债务成本压垮了恒大的现金流，其现金流从2019年的人民币1431.63亿急剧下滑到2021年中期的人民币-374.46亿。恒大在现金如此拮据的情形下，不惜将利润的近半给大股东分红，“公司破产危机与创始股东巨富并存”，有学者指出恒大实际上通过分红将债权人资金输送给大股东，其中许家印可能从中获利达人民币511亿元。
2023年7月18日，恒大集团补发了2021年、2022年半年及2022年全年的三组年报，显示恒大2022年营收2301亿元人民币、亏损1258亿元，加上2021年净亏损高达6862亿元，两年共计亏损8120亿元。而截至2022年末，恒大的负债总额高达24374.1亿元，创下了中国企业最高亏损纪录。

### 债务重组困难
恒大在2021年12月3日首次公开市场债务违约后，12月6日成立国企参与的“中国恒大集团风险化解委员会”，由此开启了漫长的债务重组过程。在恒大违约后，中国央行降低存款准备金率，释放近2000亿美元流动性以缓解恒大危机对市场的冲击，恒大的债务危机带动较高风险企业发行债平均收益从9月初的9%上升至11月30%的高位，恒大违约后市场开始逐步缓和，境外市场对中国房企几乎失去信心，然而恒大境外投资者不太可能立即从恒大资产中脱手。恒大的重组并不透明，根据市场分析中国政府首要任务是确保恒大“保交楼”，其次才是金融市场问题，境外投资者则要排在后面，并且至今知之甚少，此前恒大已经成功说服中国境内的债权人延后6月付款。然而恒大的项目进度也不乐观，儋州海花岛项目受到当地政府勒令10日内拆除，1月3日恒大因此停牌，同时《纽约时报》报道恒大停摆项目有逾百万，许家印则回应“不允许任何一个人躺平”，在12月26日的公开信中宣称12月全国项目复工率已达91.7%、8.9万名工人已复工，2021年第4季累计交楼超过5.3万套，“保交楼”工作进展顺利。2022年1月22日恒大复工复产专题会，许家印仍然强调保交楼，还提出降低房地产开发建设、全面转型新能源汽车。1月26日晚间，恒大与债权人召开电话会议，向债权人承诺会在6个月内提出初步债务重组方案，并且任命恒大汽车总裁肖恩为恒大集团执行董事。
2021年12月31日，恒大财富宣布调整兑付方案，在2021年第一季度每月兑付本金8000元人民币，这也取代了此前9月在投资者围攻下紧急提出的方案，恒大对此解释恒大新方案不仅涵盖原有持有到期理财产品的投资人，也顾及了其他投资人，并且恒大财富投资的项目资金回笼状况不理想，原方案难以实行，允诺3月下旬还会出台新的方案。投资者并不都领情，2022年1月5日成都和广州都爆发了到恒大当地机构投资者抗议的事件。1月13日，恒大召开年第一次债券持有人会议，恒大在会议同意承诺“不逃废债”，同时债权人同意债务展期。1月21日，金融资讯提供商REDD报道，广东省政府计划在3月前公布恒大债务重组的大致框架，并在全国两会召开前上报中央，或于10月公布详细方案，而根据广东省政府计划，恒大将进行债务重组以避免破产，恒大汽车、恒大物业等资产将作价55亿美元以偿还境外债务，由于公司严重资不抵债，恒大董事长许家印股份获清空出局。同日，恒大的境外投资者联合聘请律师事务所，威胁将采取法律行动保护自身权益，恒大当日回应将通过中介与境外债权人继续沟通，增聘中金、中银国际亚洲为财务顾问，中伦律师事务所为法律顾问。
恒大违约之后的财产处置成为焦点，债权人、投资者、政府以及恒大自身在关注这些资产。据英国《金融时报》报道，美国橡树资本在恒大债务违约后夺取恒大在启东的海上威尼斯项目实控权，并试图通过任命接管人获得恒大在香港元朗的未开发土地，其他债权人尚未采取类似行动，但恒大仍坚持自身财产的处分权，试图出售这些财产。作为恒大债权人之一，中国信达早在恒大成立风险化解委员会时指派董事参加，恒大也于2022年1月25日任命信达香港分公司董事长梁森林为恒大非执行董事，信达后续将可以直接参加资产处置。2021年12月19日，央行和银保监会联合印发《关于做好重点房地产产业风险处置项目并购金融服务的通知》，鼓励国企融资并购恒大资产，自2022年1月开始中国五矿开始接盘恒大在佛山、昆明的项目，2月25日五矿联手光大信托购买恒大在重庆、东莞的4个项目股权。3月，胶州恒大文旅城项目为胶州市国企青岛鑫瑞杰产业投资发展有限公司接盘，杭州水晶城文化旅游商业综合体项目为浙江国资委下属浙建房地产集团有限公司、建工集团有限责任公司联手接盘，恒大南京的2个项目也被中航信托接盘，5月浙江国资买走恒大宁波城市之光广场项目。7月28日，香港媒体传言恒大将以7折90亿港元出售香港中国恒大中心，还有消息称李嘉诚长和系已经入标该物业。
2022年3月13日，恒大称在审计年报时发现恒大物业有134亿存款被用作第三方债务的担保，已经被银行强制执行，因此请求恒大系停牌并推迟上交年报，后续调查显示该笔存款在2021年通过第三方渠道转移到中国恒大集团用作一般运营经费，恒大集团中参与此事夏海钧、潘大荣、 柯鹏三位董事一应辞退。3月24日，恒大召开2022年第二次投资人会议，恒大风险化解委员会委员陈勇在会上承诺将会在七月底之前出台债务重组初步方案，并且宣布统计海外债务达227亿美元，信达的梁森林会上称恒大将推动恒大物业、恒大汽车引进战略投资恢复企业价值。恒大的运营似乎正在有条不紊的恢复，数据显示已售未交楼项目中96%已部分或全部复工，实际施工人数达到集团正常施工要求的86%，2021年上半年合约销售金额122.6亿元、面积119.3万平方米，同时恒大汽车7月6日正式开始预售后截止7月底累计订单也超过3.7万辆。然而然而在6月央企中国铁建将旗下恒大置业49%股份挂牌低价出售，首度有国企退出接盘，财务顾问钟港资本更是退出重组计划制定，导致重组方案出台遥遥无期，7月29日晚恒大发布公告将重组初步方案推迟至年底发布。8月8日，恒大持有的盛京银行12亿股股权被沈阳中级人民法院以73.1亿人民币起拍价委托在阿里巴巴司法拍卖平台进拍卖，拍卖时间预定9月6日10時至2022年9月7日10時。
2023年7月24日，恒大集团获香港法院批准，计划于同年8月23日及24日在香港举行会议表决债务重组计划，之后于9月5日及6日在法院举行批准聆讯，以认可投资结果。其后恒大将会议延期到9月26日举行，以延长安排债权人考虑、理解和评估恒大协议安排条款的期限，同时给予恒大协议安排债权人更多时间考虑本集团近期发展。会议最终未能如期举行，无限期推迟。至10月30日，香港高等法院将恒大清盘聆讯押后至同年12月4日举行，并指这是最后一次押后，要求恒大在此期间与债权人达成重组协议。然而到了12月，香港高等法院再应恒大要求，将聆讯延期延期至2024年1月29日进行，因此恒大有两个月时间与债权人商讨重组方案
为确保公司在美国的资产在债务重组期间免遭债权人起诉或扣押，恒大在8月17日依照美国《破产法》第15章规定，向纽约曼哈顿破产法院申请破产保护。然而到了2024年3月24日，恒大宣布称现阶段所有方案仍有待考虑，故暂时撤回破产保护申请，日后将根据美国法规提出新申请，以支持适当方案。

### 清盘解散
2024年1月29日，香港高等法院正式对恒大下达清盘令。消息公布后，恒大股票跌幅扩大至20.87%，其后同系公司均停牌，恒汽停牌前跌18%，恒大物业跌2.5%。
2024年3月18日，中国证监会向恒大地产下发行政处罚及市场禁入事先告知书。证监会拟决定，责令恒大地产改正，给予警告，并处以41.75亿元人民币的罚款，同时对七名高管处以警告与罚款，許家印終身禁入證券市場。
2025年8月13日，恒大集团发布声明，称已收到香港联交所取消公司上市地位的信函，后续不会对取消决定进行上诉，公司自2025年8月25日上午9时起正式退市，最后一天挂牌为8月22日。

## 司法进程
2023年9月27日，消息指许家印在月初被警方带走，在指定地点接受监视居住，具体原因仍尚不清楚。观察者网官方微博在数小时后也报道“有接近恒大的知情人士证实了该消息”，并说“事情就发生在几天前”。据悉许家印被指定监视居住的地点位于北京的一处居所。然而微博不久后便显示内容不存在。翌日，恒大集团公告称，許家印因涉嫌違法犯罪，已被依法採取強制措施。消息人士指出，除了许家印，还有多位恒大核心人员在许家印遭监视居住前后被带走调查，包括曾主导恒大财富工作的许家印二儿子许滕鹤、负责恒大系资金运作的前CFO潘大荣，以及恒大地产集团、恒大物业集团前董事长甑立涛。《华尔街日报》指许家印是因为将资产转移至海外而遭到逮捕调查。
许家印被捕消息传出当天，恒大系股票集体跳水，其中中国恒大跌超13.92%，恒大汽车跌21.43%，恒大物业跌超11%，至9月28日全面跌停。
2024年5月31日，证监会对恒大地产债券欺诈发行及信息披露违法案作出行政处罚决定，对恒大地产责令改正、给予警告并罚款41.75亿元，对恒大地产时任董事长、实际控制人许家印处以顶格罚款4700万元并采取终身证券市场禁入措施。
作为恒大资产的主要审计者，普华永道也因涉嫌未尽审计义务、包庇恒大财务造假被香港和中国内地的监管部门调查，或将面临超过10亿人民币的天价罚款和暂停部分业务的处罚。此外，超过21家中国内地的上市企业集体解除了与普华永道的合约，普华永道损失收入超过2亿人民币。最终2024年9月，中国财政部与中国证监会发布处罚决定，协同罚款共计4.41亿元，在中國大陸業務被暂停经营业务6个月，广州分所被撤销。

## 影响

### 房地产违约潮

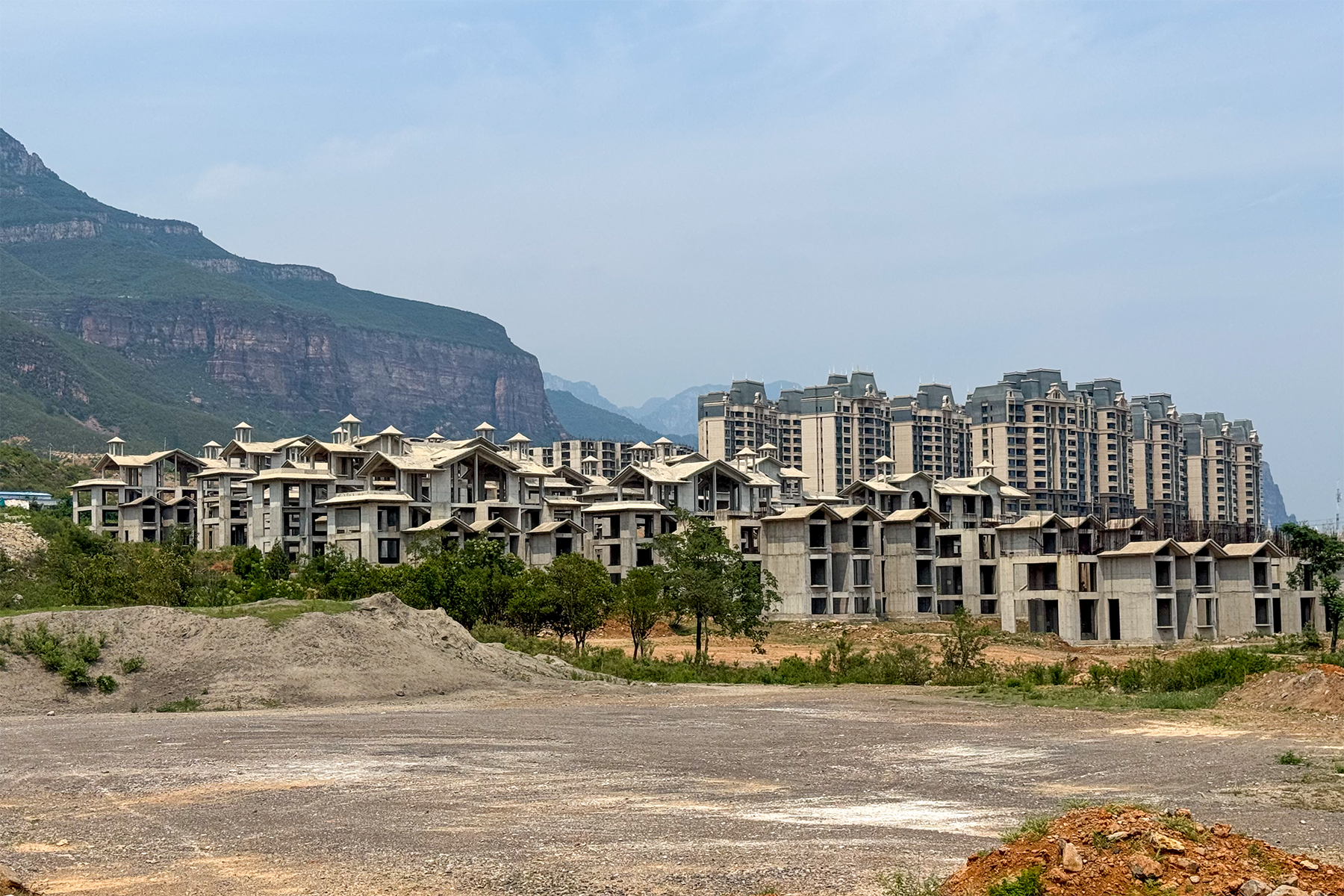
位于河南省焦作市的云台山恒大养生谷，该项目已于2020年烂尾

恒大危机加剧了房地产违约潮，更多房地产企业在恒大之后倒下。数据显示，2022年上半年地产信用债债务违约率升至26.47%，达到历史新高，带动民营企业违约率创历史纪录。仅2022年上半年，就有龙光控股、融创地产、富力地产、世茂股份、金科地产、融侨集团、当代置业、阳谷祥光相继宣布违约，据国金证券统计自2020年以来一共有16家房企债务违约，除了阳谷祥光外均为千亿级别的大型房企，违约金额共计257.97亿元。根据《国际金融报》旗下新媒体统计，沪深港股中共有27家公司股价腰斩，其中以恒大-89.15%年跌幅居首，包括恒大在内2021年共有14家房企的26只美元债发生违约，2021年10月初花样年2.06亿美元债违约直接导致当日当代置业、建业地产、阳光城、佳兆业美元债分别下跌63.39%、44.09%、39.52%、36.52%，境外美元债违约潮也导致房企评级进一步降低，30家以上房企评级降低（标普统计仅2021年下半年就进行了58次负面评级，创历史新高），房企境外融资渠道进一步缩窄，大量房企开始裁员。中国另一家房地产龙头企业碧桂园也在2023年8月传出未能兑付两笔已经到期美元债券利息，总金额高达2250万美元，国际金融评级机构穆迪则将碧桂园的信用评级由Ba3降至B1。消息传出后，碧桂园承认遭遇“成立以来最大困难”，将采取多项措施自救。然而碧桂园未能在10月17日还款宽限期到期前偿还已达1540万美元的债券利息，债券受托人花旗国际向债券持有人发出的通知，正式认定碧桂园构成外债违约，要求相关债权人预做准备。标普分析认为违约事件将不断带来传染风险，当下房企尚未触底，截至2022年3月初年内海外投资者对中国地产债务的认购量减少92%，国际投资者仍在远离中国房企债市。《华尔街日报》分析认为中国政府对身陷危机的房地产行业仍拿不出解决方案，市场云霄飞车般的行情余波恐将持续很长一段时间，或许最痛苦时刻还没到。
房地产违约潮也冲击了全产业链上下游，其中不乏许多经营多年的上市公司和国有企业深受其害，只能手中持有恒大等房企的欠条和商票无可奈何。12月3日在恒大实质债务违约的第一天，恒大的装修承包商金螳螂公告已向恒大提起694件诉讼案，31日金螳螂再发公告年内讨回恒大欠款16.41亿元，然而恒大整整欠金螳螂77.30亿元，金螳螂年报统计2021年亏损总额在40亿元至50亿元之间，几乎等同前两年的利润总和。金螳螂的竞争对手广田集团则不如金螳螂那般幸运，广田从2007年开始与恒大合作，2010年与恒大签署协议要求承接其它房地產商的住宅精裝修工程施工業務不得超過公司年度營業額的10%，如今负债人民币151亿，2022年更是在恒大危机冲击下亏损55.88亿元，手中仅有的是恒大未兑付商票32.47亿元、现金及等价物7000多万，投资者下达《重整及預重整申請通知書》勒令重整。在门窗装饰领域深耕大客户业务的嘉寓股份同时踩雷恒大和蓝光发展，2021年巨亏13.48亿元，超过此前15年利润总和，其中恒大商票和欠款计提损失18.9亿元，还可能涉及上百起诉讼。根据《中国基金报》统计2022年上市公司年报，除了上述企业外，还有全筑股份、江河集团、中衡设计、我乐家居、凯伦股份、曲美家居、皮阿诺、天安新材、上海电气、建艺集团、文科园林、好莱客、江山欧派等公司计提了恒大造成的损失。据新浪财经统计，恒大债务涉及公司逾40家，总市值超3700亿，其中超过40%企业上市以来首次亏损，业绩缩减的公司或达70%。
由于建筑企业垫资给房企修房是行业惯例，大量建筑承包商因房企拖欠工程款破产，南通三建、中國雲南路建集團、成龍建設集團、浙江自勝建築工程有限公司、浙江怡業建築公司、河南高速發展路橋工程公司、重慶元飛建築集團等一线建築企業都在恒大债务危机中破产。易居老板周忻曾在2008年资助许家印十几亿帮助恒大上市，恒大三分之一的项目都交由易居代理销售，2022年4月18日总计3亿美元债违约后易居被港交所除牌，媒体统计易居26家股东中包括恒大在内已有16家出现债务危机，恒大拖欠易居35-40亿元，拖欠同行的世联行12.45亿元，但易居尚未对恒大提起诉讼追讨欠款。恒大的广告承包商上海聚勝萬合廣告公司则在2021年8月向恒大提起诉讼，追讨2.69亿广告费。
更多的中小微供应商，索要的欠款可能仅仅数十万，既没有恒大财富和购房者的人数那么多、可以得到政策倾斜，也没有金融机构那样的资本可以等待债务重整完成，不仅拿不回恒大的欠款，还只能配合政府的政策协助恒大“保交楼”，每日面临倒闭的风险。

### 停贷断供潮蔓延
随着房地产公司大规模违约，许多在建楼房变为烂尾楼，成千上万业主受害。根据克而瑞数据，截至2021年中国24个重点城市中有18.6万套延期交付，占到当年新房销售量的9%。2022年1月，中央财经大学教授韩复龄在微博发帖宣称得到内部消息，“2022年刚开年，四大行已经起诉20万断供房主”，而乐居财经追溯来源认为该数据来自法拍房平台数据，2021年前11个月65万套新增法拍房中有38.5%是因为“无力还贷而断供”，此前北京附近的燕郊和张家口都出现过断供潮，但法拍房增长并不能说明断供潮出现，后续韩复龄撤回了微博。
据美国之音，最早的“停贷告知书”出现在2021年4月的山西省太原市，“太原泰禾金尊府”5000多户业主在楼宇烂尾后提出停贷。6月30日，景德镇900多户恒大烂尾楼业主发布《强制停贷告知书》，以停贷为要挟要求恒大在10月20日前复工，随后停贷获得了全国响应，根据Github更新数据，短短20日内中国已有超过90个城市、300个楼盘业主发出类似的“断供”声明。同时，许多因房地产公司违约导致无法兑付商票的供应商也加入了停贷潮，另有7月15日的《湖北省全体恒大供应商、小微企业停贷停工告知书》在网络传播。根据中国房地产业协会数据，截止7月13日，全国50多个城市中至少有100个项目的购房者已经停贷，尚不清楚其中有多少主动停贷，停贷潮已经蔓延河南、湖南、江西、辽宁、陕西、安徽、湖北等7省17市。据克而瑞数据，截至7月19日，累计约230个项目业主发布了强制停贷告知书，涉及25个省市自治区的82个城市。
停贷潮引起了市场动荡，银行、地产、建筑、电器等板块股价在7月下挫，《证券时报》13日发文呼吁维护金融稳定、谨防烂尾楼盘停供风险扩散，14日中国政府紧急约见银行讨论，中国农业银行、建设银行、兴业银行等多家银行发布楼盘按揭贷款排查公告称风险可控，其中中信银行披露逾期金额达到4600万元，中国工商银行和中国农业银行分别披露停工项目相关不良贷款为6.37亿和6.6亿元。

### 金融及系统性风险
根据恒大财报，恒大有息负债涉及银行128家、非银金融机构121家，贷款余额3684亿元，境外债务1852亿元，国内贷款余额最高的十家银行分别为民生銀行（293億元）、中國農業銀行（242億元）、浙商銀行（113億元）、中國光大銀行（105億元）、中國工商銀行（103億元）、中信銀行（94億元）、浦發銀行（92億元）、興業銀行（81億元）、江西銀行（77億元）以及盛京銀行（70億元），标普2020年研究认为，恒大合计5710亿的金融负债占中国160万亿的贷款总额和280万亿的资产较小，恒大庞大的隐性债务虽然具有风险但本身不会引起银行业系统性风险，整个银行系统对恒大敞口达4000亿元，其中盛京银行对恒大敞口最大，其次为民生银行，但民生银行已经在采取行动缩减敞口。根据IHS Markit2022年1月数据，民生银行是彭博全球银行业指数中做空比例最高的银行，由于民生银行在过去相继押注钢铁和房地产，2020年9月数据显示其对房地产敞口约1300亿，做空者预期民生银行会随着房地产危机发酵陷入危机，民生银行也在恒大危机爆发后进入损害控制模式并重组地产金融部。
停贷也有可能对金融产生一定影响，或可能拖累银行资产质量，增加开发贷逾期风险。根据天风证券悲观估计，极端情况下停贷金额可达3600-7300亿元，占2021年一季度按揭贷款余额比重0.9%-1.9%，尚不足以冲击金融稳定，但中信证券陈聪团队认为烂尾和断供打击楼市信心，必须采取行动化解烂尾楼、保障交付以恢复市场信心。根据法国外贸银行亚太区首席经济学家艾丽西亚（Alicia Garcia Herrero）在2022年8月估计，停工项目至少涉及82.1万户家庭，按首付30%计算涉及金额总计可达7350亿元，约占中国整体房贷的2%，如果所有家庭决定停贷则可达到2.3万亿、占房贷总额6%；出现停贷的项目中仅32%已经延期交付，说明购房者已经对期房按期交付失去信心，潜在购房者可能会更偏好建成住宅或二手房，不利于开发商预售，艾丽西亚同时指出预售在2018-2021年占到新房销售量的86%，加之楼市低迷，2022年房地产销售量可能下降30%，进一步恶化开发商还债能力，影响产业上下游；由于房地产占据中国家庭财富高达59%，地产停贷或影响金融稳定和社会稳定，若政府无强力手段应对可能导致系统性风险加剧。